# جيني بلاكمور
جيني بلاكمور (بالإنجليزية: Ginny Blackmore)‏ هي مغنية مؤلفة وكاتبة غنائية نيوزيلندية، ولدت في 6 مارس 1986 في أوكلاند في نيوزيلندا.

## وصلات خارجية
- الموقع الرسمي
- جيني بلاكمور على موقع ميوزك برينز (الإنجليزية)
- جيني بلاكمور على موقع أول ميوزيك (الإنجليزية)
- جيني بلاكمور على موقع ديسكوغز (الإنجليزية)
- جيني بلاكمور على موقع ديسكوغز (الإنجليزية)